# Penstemon pandus
Penstemon pandus là một loài thực vật có hoa trong họ Mã đề. Loài này được (A. Nelson & J.F. Macbr.) A. Nelson & J.F. Macbr. mô tả khoa học đầu tiên năm 1918.